# Habib Faisal al-Kaff
Scheich  Habib Faisal al-Kaff (arabisch الحبيب فيصل الكاف, DMG al-Ḥabīb Faiṣal al-Kāf) ist ein islamischer Geistlicher aus Saudi-Arabien. Sein Wirkungsort ist Dschidda (Jeddah). Neben anderen daʿwa-Bemühungen hat er eine Reihe von TV- und Radio-Shows geleitet. Zu seinen Lehrern zählen Habib Umar bin Hafiz und Habib Kazim. Er ist Lehrer bei den jährlichen dawrah in Dar al-Mustafa, einer Madrasa in Tarim, Hadramaut, im Südosten des Jemen.
Während seines Besuches im Vereinigten Königreich 2011 sprach er unter anderem vor der Islamic Society der Royal Holloway University.
Beim 1. Seminar des Katholisch-Muslimischen Forums in Rom war er eines der muslimischen Delegationsmitglieder.

## Videos
- youtube.com: A Good Opinion of Others - Habib Faisal Al-Kaff (Vortrag bei der Islamischen Gesellschaft der Royal Holloway, University of London)
- youtube.com: „A Brand New Start“ - Habib Faisal Al-Kaff
- youtube.com: Shaykh Faiz Qureshy Introduces Habib Faisal Al-Kaff at RHUL ISOC (Einführung von Ustadh Fa’iz Qureshy[8])